# Języki zachodnioirańskie
Języki zachodnioirańskie – jedna z dwóch głównych gałęzi w klasyfikacji filogenetycznej języków irańskich.

## Klasyfikacja według Merritta Ruhlena
Języki irańskie
- Języki wschodnioirańskie
- Języki zachodnioirańskie
  - Języki północno-zachodnioirańskie
    - Język medyjski†
    - Język partyjski†
    - Języki środkowoirańskie
    - Języki semnani
    - Języki kaspijskie
    - Języki tałyskie
    - Języki zaza-gorani
    - Języki beludżi
    - Języki kurdyjskie

  - Języki południowo-zachodnioirańskie
    - Języki perskie
    - Języki tackie
    - Języki fars
    - Języki luri

## Klasyfikacja według Ethnologue
Języki irańskie
- Języki wschodnioirańskie
- Języki zachodnioirańskie
  - Języki północno-zachodnioirańskie
    - Języki beludżi
    - Języki kaspijskie
    - Języki środkowoirańskie
    - Języki kurdyjskie
    - Języki ormuri-paraczi
    - Języki semnani
    - Języki tałyskie
    - Języki zaza-gorani
    - niesklasyfikowane (Język dezfuli)

  - Języki południowo-zachodnioirańskie
    - Języki fars
    - Języki luri
    - Języki perskie
    - Języki tackie